# Janet T. Mills

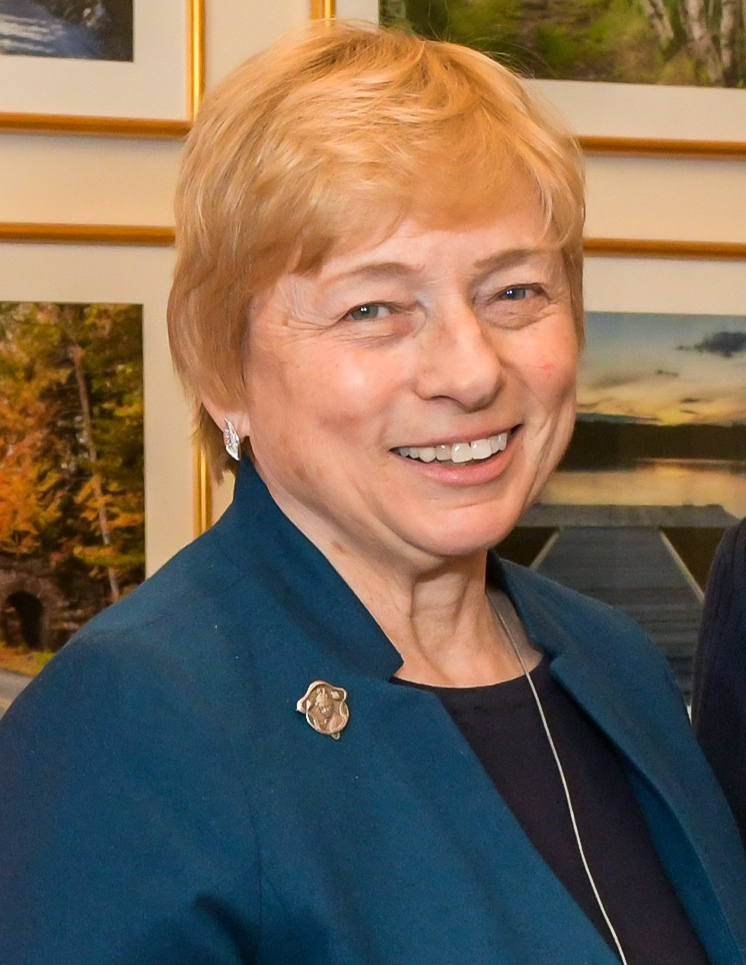
Janet T. Mills, 2013

Janet Trafton Mills (* 30. Dezember 1947 in Farmington, Maine) ist eine US-amerikanische Anwältin und Politikerin, die von 2009 bis 2010 sowie 2013 bis 2019 Maine Attorney General war und seit dem 2. Januar 2019 der 75. Gouverneur von Maine ist. Sie ist die erste Frau in diesem Amt.

## Leben
Janet T. Mills wurde in Farmington als Tochter von S. Peter Mills und Katherine Coffin Mills geboren. Sie machte ihren Schulabschluss an der Farmington High School, den Bachelor an der University of Massachusetts Boston und studierte Rechtswissenschaft an der University of Maine School of Law. Dort gehörte sie zu den Autoren des Maine Law Reviews.
Janet T. Mills war von 1976 bis 1980 als Assistant Attorney General zuständig für die Verfolgung von Tötungsdelikten und anderen schweren Verbrechen und wurde im Jahr 1980 zum District Attorney des Androscoggin Countys, des Franklin Countys und des Oxford Countys gewählt und bis zum Jahr 1995 wiedergewählt. Sie war damit die erste weibliche District Attorney im nordöstlichen Teil der Vereinigten Staaten.
Als Mitglied der Demokratischen Partei war sie von 2003 bis 2008 Abgeordnete im Repräsentantenhaus von Maine und von 2009 bis 2010 sowie von 2013 bis 2019 Maine Attorney General. Als sie zum 55. Attorney General von Maine gewählt wurde, war sie die erste Frau in dieser Funktion.
Gemeinsam mit ihrem Bruder, dem ehemaligen Maine State Senator S. Peter Mills, praktizierte sie von 1995 bis 2008 in Skowhegan in der Kanzlei Wright and Mills. Von 2011 bis 2012 unterrichtete Mills Criminal Law an der University of Maine in Augusta und arbeitete als Beraterin für die Litigation Group of Preti Flaherty, LLP.
Mills war Mitbegründerin der Maine Women's Lobby und ein aktives Mitglied mehrerer anderer Organisationen, unter ihnen das Margaret Chase Smith Foundation Board. Sie setzt sich für die Stärkung der Privatsphäre und Persönlichkeitsrechte gegen Google ein und fordert mehr Transparenz und Datenschutz.
Am 2. Januar 2019 trat Mills ihr neues Amt als 75. Gouverneur von Maine an. Sie ist die erste Frau in diesem Amt und Nachfolgerin von Paul LePage. Während einer Ende Februar 2025 stattfindenden Veranstaltung der National Governors Association im Weißen Haus kam es zu einer - eine Kampagne der US-Bundesverwaltung gegen den Bundesstaat Maine nach sich ziehenden -   Auseinandersetzung zwischen Donald Trump und der Gouverneurin.
Janet T. Mills war mit Stanley Kuklinski verheiratet. Er starb im Jahr 2014. Kuklinskis erste Frau starb an Krebs, und er war alleinerziehender Vater von fünf Töchtern, deren Stiefmutter Mills wurde.